# Italien i olympiska sommarspelen 2016
Italien, genom Italiens olympiska kommitté (CONI), deltog i de 31:a olympiska sommarspelen i Rio de Janeiro 2016.

## Medaljörer
| Medalj | Namn                                                          | Sport      | Gren                                 |
| ------ | ------------------------------------------------------------- | ---------- | ------------------------------------ |
| 1      | Elia Viviani                                                  | Cykling    | Herrarnas omnium                     |
| 1      | Daniele Garozzo                                               | Fäktning   | Herrarnas florett                    |
| 1      | Fabio Basile                                                  | Judo       | Herrarnas halv lättvikt              |
| 1      | Gregorio Paltrinieri                                          | Simning    | Herrarnas 1500 m frisim              |
| 1      | Diana Bacosi                                                  | Skytte     | Damernas skeet                       |
| 1      | Niccolò Campriani                                             | Skytte     | Herrarnas 50 m gevär, tre positioner |
| 1      | Niccolò Campriani                                             | Skytte     | Herrarnas 10 m luftgevär             |
| 1      | Gabriele Rossetti                                             | Skytte     | Herrarnas skeet                      |
| 2      | Elisa Di Francisca                                            | Fäktning   | Damernas florett                     |
| 2      | Rossella Fiamingo                                             | Fäktning   | Damernas värja                       |
| 2      | Enrico Garozzo Marco Fichera Paolo Pizzo Andrea Santarelli    | Fäktning   | Herrarnas lagtävling i värja         |
| 2      | Odette Giuffrida                                              | Judo       | Damernas halv lättvikt               |
| 2      | Tania Cagnotto Francesca Dallapé                              | Simhopp    | Damernas parhoppning svikt           |
| 2      | Rachele Bruni                                                 | Simning    | Damernas 10 km maraton               |
| 2      | Chiara Cainero                                                | Skytte     | Damernas skeet                       |
| 2      | Giovanni Pellielo                                             | Skytte     | Herrarnas trap                       |
| 2      | Marco Innocenti                                               | Skytte     | Herrarnas dubbeltrap                 |
| 2      | Italiens damlandslag i vattenpolo                             | Vattenpolo | Damernas turnering                   |
| 2      | Italiens herrlandslag i volleyboll                            | Volleyboll | Herrarnas turnering                  |
| 2      | Daniele Lupo Paolo Nicolai                                    | Volleyboll | Herrarnas beachvolleyboll            |
| 3      | Frank Chamizo Marquez                                         | Brottning  | Herrarnas fristil 65 kg              |
| 3      | Elisa Longo Borghini                                          | Cykling    | Damernas linjelopp                   |
| 3      | Marco Di Costanzo Giovanni Abagnale                           | Rodd       | Herrarnas tvåa utan styrman          |
| 3      | Domenico Montrone Matteo Castaldo Matteo Lodo Giuseppe Vicino | Rodd       | Herrarnas fyra utan styrman          |
| 3      | Tania Cagnotto                                                | Simhopp    | Damernas svikthopp                   |
| 3      | Gabriele Detti                                                | Simning    | Herrarnas 400 meter frisim           |
| 3      | Gabriele Detti                                                | Simning    | Herrarnas 1500 meter frisim          |
| 3      | Italiens herrlandslag i vattenpolo                            | Vattenpolo | Herrarnas turnering                  |

## Badminton
| Spelare           | Gren      | Grupp                         | Grupp                        | Grupp     | Eliminering       | Kvartsfinal       | Semifinal         | Final / BM        | Final / BM       |
| Spelare           | Gren      | Motståndare Poäng             | Motståndare Poäng            | Placering | Motståndare Poäng | Motståndare Poäng | Motståndare Poäng | Motståndare Poäng | Placering        |
| ----------------- | --------- | ----------------------------- | ---------------------------- | --------- | ----------------- | ----------------- | ----------------- | ----------------- | ---------------- |
| Jeanine Cicognini | Damsingel | Bae Y-j (KOR) L (11–21, 8–21) | Bayrak (TUR) L (14–21, 7–21) | 3         | Gick inte vidare  | Gick inte vidare  | Gick inte vidare  | Gick inte vidare  | Gick inte vidare |